# San Nicolò (Aci Catena)
San Nicolò (San Nicola o Santa Nicola in siciliano) è una frazione del comune di Aci Catena. Il paese nell'ultimo ventennio ha subito un processo di agglomerazione urbana. 

## Geografia fisica
Seguendo in direzione Aci Catena, si trova il paese di Aci San Filippo. Aci Catena è raggiungibile sia attraverso il centro abitato di Aci San Filippo, sia da una delle due circonvallazioni che si trovano ad ovest ed a est di esso. San Nicolò è distante solo qualche chilometro dalla turistica Aci Trezza dalla quale è separata dalla collina di Vampolieri. Poco distante anche la cittadina di Acireale raggiungibile dalla contrada Reitana. Proseguendo sempre dritto da Via San Nicolò (lato ovest del paese), al confine con il comune di Valverde si trova un importante luogo religioso e di culto, l'eremo di Sant'Anna.
Oltre a confinare col Comune di Valverde in direzione ovest, confina anche con il Comune di Aci Castello, più precisamente con la frazione di Ficarazzi, in direzione sud.
Dista 13 km da Catania, 5 km da Aci Catena, 7 km da Acireale, 80 km da Siracusa e 88 km da Messina (raggiungibile attraverso l'autostrada Catania-Messina, dall'imbocco autostradale di Acireale).

## Monumenti e luoghi d'interesse
Sono presenti due chiese: una nel lato nord, la chiesa di San Nicola, finita di costruire nel 1708; l'altra nel lato sud (proprio dietro il parco comunale), più moderna e grande. A San Nicolò ha avuto sito anche il municipio di Aci Catena.

## Economia
È di importanza rilevante la coltivazione di lenticchie e di limoni. Nella frazione si trova, inoltre, un ampio parco commerciale.